# Perroy (Nièvre)
Perroy település Franciaországban, Nièvre megyében. Lakosainak száma 148 fő (2022. január 1.). Perroy Ciez, Alligny-Cosne, Colméry, Couloutre és Donzy községekkel határos.

## Népesség
A település népességének változása:
| Lakosok száma | 175  | 175  | 171  | 160  | 152  | 150  | 147  | 145  | 148  |
|               | 2013 | 2015 | 2016 | 2017 | 2018 | 2019 | 2020 | 2021 | 2022 |